# Собор Волынских святых
Собо́р Волынских святы́х — праздник Русской православной церкви в воспоминание о возвращении Почаевской лавры из унии в Православие.

## Установление празднования
10 октября 1831 года — празднуется Собор Волынских святых.
20 июля 2012 года Священный синод Украинской православной церкви Московского патриархата постановил внести в Собор имена 18 новопрославленных мучеников и святителя Петра (Могилы).

## Список святых
В состав Собора Волынских святых включены следующие святые:
- Равноапостольный Кирилл Философ, Моравский, учитель Словенский (ум. 869, 14 (27) февраля, 11 (24) мая)
- Равноапостольный Мефодий Моравский, архиепископ, учитель Словенский (ум. 885, память 6 (19) апреля, 11 (24) мая)
- Равноапостольная Ольга, великая княгиня Российская (ум. 969, память 11 (24) июля)
- Равноапостольный Владимир, великий князь, просветитель Руси (ум. 1015, память 15 (28) июля)
- Преподобный Варлаам Печерский, игумен (1-й), в Ближних (Антониевых) пещерах (ум. 1065, память 19 ноября (2 декабря))
- Благоверный Ярополк Владимиро-Волынский, князь (ум. 1086, память 22 ноября (5 декабря))
- Преподобный Стефан Печерский, Владимиро-Волынский, епископ (ум. 1094, память 27 апреля (10 мая))
- Преподобный Нестор Летописец, Печерский, в Ближних (Антониевых) пещерах (ум. ок. 1114, память 27 октября (10 ноября))
- Святитель Амфилохий Владимиро-Волынский, епископ (ум. 1122, память 10 (23) октября)
- Преподобный Никола Святоша, Черниговский, Печерский, князь, инок, чудотворец, в Ближних (Антониевых) пещерах (ум. 1143, память 14 (27) октября)
- Преподобный Нифонт Печерский, Новгородский, епископ, в Ближних (Антониевых) пещерах (ум. 1156, память 8 (21) апреля)
- Благоверный Андрей Боголюбский, великий князь (ум. 1174, память 29 июня (12 июля), 4 (17) июля)
- Преподобный Олег Брянский, князь (ум. ок. 1285, память 20 сентября (3 октября))
- Святитель Петр Московский, митрополит, чудотворец (ум. 1326, память 24 августа (6 сентября), 21 декабря (3 января))
- Преподобный Мефодий Почаевский (ум. 1228)
- Святитель Феогност Киевский и Московский, митрополит (ум. 1353, память 14 (27) марта)
- Преподобный Киприан Московский и всея Руси, митрополит, чудотворец (ум. 1406, 27 мая (9 июня), 16 (29) июля)
- Святитель Фотий Киевский, митрополит (ум. 1431, память 27 мая (9 июня), 2 (15) июля)
- Преподобный Феодор Острожский, Печерский, князь, инок, в Дальних (Феодосиевых) пещерах (ум. ок. 1483, память 11 (24) августа)
- Праведная дева Иулиания, княжна Ольшанская (ум. ок. 1540—1550, память 6 (19) июля)
- Святитель Петр Могила, митрополит Киевский (ум. 1646, память 31 декабря (13 января))
- Преподобномученик Афанасий Брестский, игумен (ум. 1648, память 20 июля (2 августа), 5 (18) июля)
- Преподобный Иов Почаевский, игумен (ум. 1651, память 6 (19) мая, 8 (21) августа, 28 августа (10 сентября), 28 октября (11 ноября))
- Преподобномученик Макарий Каневский, Пинский, Овручский, Переяславский, архимандрит, чудотворец (ум. 1678, память 13 (26) мая, 7 (20) июля)
- Святитель Иннокентий Иркутский, епископ (ум. 1731, память 9 (22) февраля, 26 ноября (9 декабря))
- Священномученик Максим Сандович, священник (ум. 1914, память 24 августа (6 сентября))
- Священномученик Амвросий (Гудко), епископ Сарапульский (ум. 1918, память 27 июля (9 августа))
- Мученик Николай Варжанский (ум. 1918, память 23 августа (5 сентября))
- Священномученик Назарий (Лежава), митрополит Кутаисский (ум. 1924, память 14 (27) августа)
- Священномученик Александр Скальский, прот. (ум. 1933, память 4 (17) января)
- Священномученик Аркадий (Остальский), епископ Бежецкий (ум. 1937, память 16 (29) декабря)
- Священноисповедник Василий Малахов, священник (ум. 1937, память 11 (24) марта)
- Священномученик Анатолий Правдолюбов (ум. 1937, память 21 сентября (4 октября))
- Преподобномученик Евгений (Выжва), игум. (ум. 1937, память 7 (20) сентября)
- Священномученик Илия Бенеманский, священник (ум. 1937, память 18 (31) декабря)
- Священномученик Корнилий Удилович, священник (ум. 1937, память 24 ноября (7 декабря))
- Священномученик Мирон Ржепик, прот. (ум. 1937, память 31 августа (13 сентября))
- Священномученик Арефа Насонов, священник (ум. 1938, память 28 декабря (10 января))
- Священномученик Павел Швайк, священник, и мученица Иоанна Швайк (ум. 1943)
- Священномученик Сергий Захарчук, священник (ум. 1943)
- Священномученик Николай Голец, священник (ум. 1944)
- Священномученик Петр Огрызенко, священник (ум. 1944)
- Преподобный Амфилохий (Головатюк), Почаевский (ум. 1970, память 29 апреля (12 мая), 19 декабря (1 января))